# Свати (Польща)
Свати (пол. Swaty) — село в Польщі, у гміні Рики Рицького повіту Люблінського воєводства.
Населення — 1041 особа (2011).

## Демографія
Демографічна структура станом на 31 березня 2011 року:
|          | Загалом | Допрацездатний вік | Працездатний вік | Постпрацездатний вік |
| -------- | ------- | ------------------ | ---------------- | -------------------- |
| Чоловіки | 511     | 109                | 339              | 63                   |
| Жінки    | 530     | 112                | 299              | 119                  |
| Разом    | 1041    | 221                | 638              | 182                  |